# Annie Dookhan
Annie Dookhan, née sous l'identité d'Annie Sadiyya Khan en 1977 à Trinité-et-Tobago, est une chimiste américaine qui, employée dans un laboratoire de police scientifique dans l'État du Massachusetts aux États-Unis et chargée de réaliser des tests génétiques en matière de produits stupéfiants pour la justice américaine, a reconnu avoir falsifié des dizaines de milliers de résultats.

## Biographie
Annie Sadiyya Khan naît à San Fernando à Trinidad et Tobago en 1977. Elle émigre aux États-Unis dans sa jeunesse et en a acquiert ensuite la nationalité.
En 2003, elle est embauchée comme chimiste par le Hinton State Laboratory Institute, situé près de Boston. Elle est spécialement chargée d'analyser des échantillons de produits stupéfiants.
Elle se marie avec Surrendranath Dookhan en 2004.
En juin 2011, un chef de service chargé du contrôle des preuves au sein du laboratoire découvre qu'Annie Dookhan a récemment testé 95 échantillons sans les avoir manipulés. Des investigations poussées révèlent une fraude de grande ampleur, qui entraîne sa suspension administrative. Néanmoins, elle continue à pouvoir être entendue comme expert devant les juridictions judiciaires jusqu’en février 2012, date à laquelle elle est déchargée de toutes fonctions. Elle démissionne du laboratoire en mars 2012.
L'enquête qui s'ensuit montre que les supérieurs de leur employée avaient négligé divers signaux d'alerte qui auraient dû éveiller leur attention : elle indiquait analyser 500 échantillons par mois, soit cinq fois plus que la moyenne habituelle de ses collègues ; on la voyait rarement devant son microscope ; elle effectuait des centaines d'analyses par mois alors qu'une part importante de son temps de travail était employé à se rendre devant les juridictions pour attester de la qualité de ses opérations techniques.
Par la suite, devant l'ampleur du scandale, le gouverneur du Massachusetts, Deval Patrick, ordonne la fermeture provisoire du laboratoire de police scientifique.
Annie Dookhan reconnaît les faits de fraude : échantillons non testés, échantillons partiellement testés, identifications visuelles sans tests chimiques, rajouts de produits stupéfiants à des échantillons sains.
Le 28 septembre 2012, elle est arrêtée et poursuivie pour obstruction à la justice et falsification de données. On découvre aussi qu'elle n'était pas titulaire du diplôme universitaire de deuxième cycle qu'elle avait indiqué au moment de son embauche. Le 17 décembre suivant, elle est officiellement poursuivie pour 27 infractions.
Le 22 novembre 2013, après avoir « plaidé coupable », elle est condamnée à une peine de trois à cinq années d'emprisonnement, suivies de deux ans de probation (le procureur avait sollicité une peine de cinq à sept ans d'emprisonnement). Elle est incarcérée sous le matricule F-81328 au centre de détention du Massachusetts de Framingham.

## Impact de la fraude
Plusieurs centaines de personnes ont été condamnées à la suite de données frauduleuses issues du travail d'Annie Dookhan. Une vingtaine de personnes sont suspectées d'avoir été relaxées à tort. Des procédures sont en cours contre l'État du Massachusetts pour « manquement du ministère public dans la loyauté des débats » et « violation des droits de la défense ».
La presse évoque 34 000 données falsifiées.
En janvier 2015, Benjamin Keehn, juriste au sein du Committee for Public Counsel Services, déclare qu'environ 40 000 personnes pourraient avoir été condamnées sur la base des analyses erronées de Dookhan.

#### Liens en français
- France24 : Annie Dookhan, la chimiste qui élucidait trop de crimes (octobre 2012)
- Passeur-des-ciences / Le Monde : Le scandale qui secoue la police scientifique americaine (octobre 2012)

#### Liens en anglais
- (en) Mass crime lab scandal reverberates across state
- (en) Chasing renown path paved with lies
- (en) For mass lab chemist unlikely road scandal
- (en) Thousands drug convictions stake dookhan case